# Zurzach

Fana

Zurzach (schweizertyska: Zoorzi) är en kommun i distriktet Zurzach i kantonen Aargau, Schweiz. Kommunen skapades den 1 januari 2022 genom sammanslagningen av de tidigare kommunerna Bad Zurzach, Baldingen, Böbikon, Kaiserstuhl, Rekingen, Rietheim, Rümikon och Wislikofen. Zurzach har 8 237 invånare (2023).